# 德尔里奥国际桥
德尔里奥国际桥（Del Río-Ciudad Acuña International Bridge）是一座跨越格蘭德河的跨國橋樑，连接美墨邊界兩邊的城市美國得克薩斯州德爾里奧和墨西哥阿庫尼亞 。 这座桥建于1930年，并于1987年重建。